# اکوافانداتا

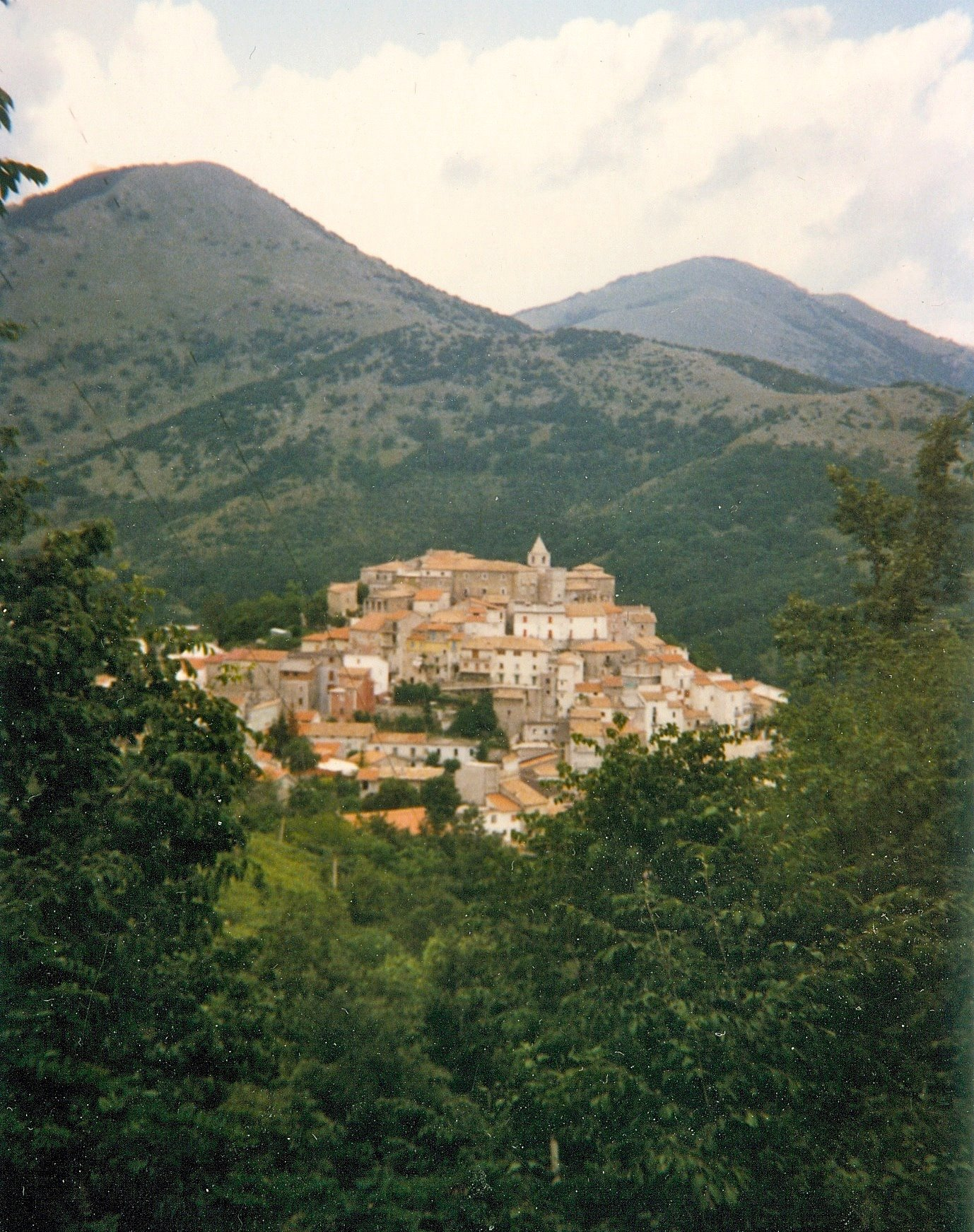
اکوافانداتا

اکوافانداتا (به ایتالیایی: Acquafondata) یک سکونتگاه مسکونی در ایتالیا است که در استان فروزینونه واقع شده‌است.

## خصوصیات
اکوافانداتا ۲۵٫۷ کیلومترمربع مساحت و ۲۸۸ نفر جمعیت دارد و ۹۲۶ متر بالاتر از سطح دریا واقع شده‌است.